# Tituly a vyznamenání Louise Mountbattena

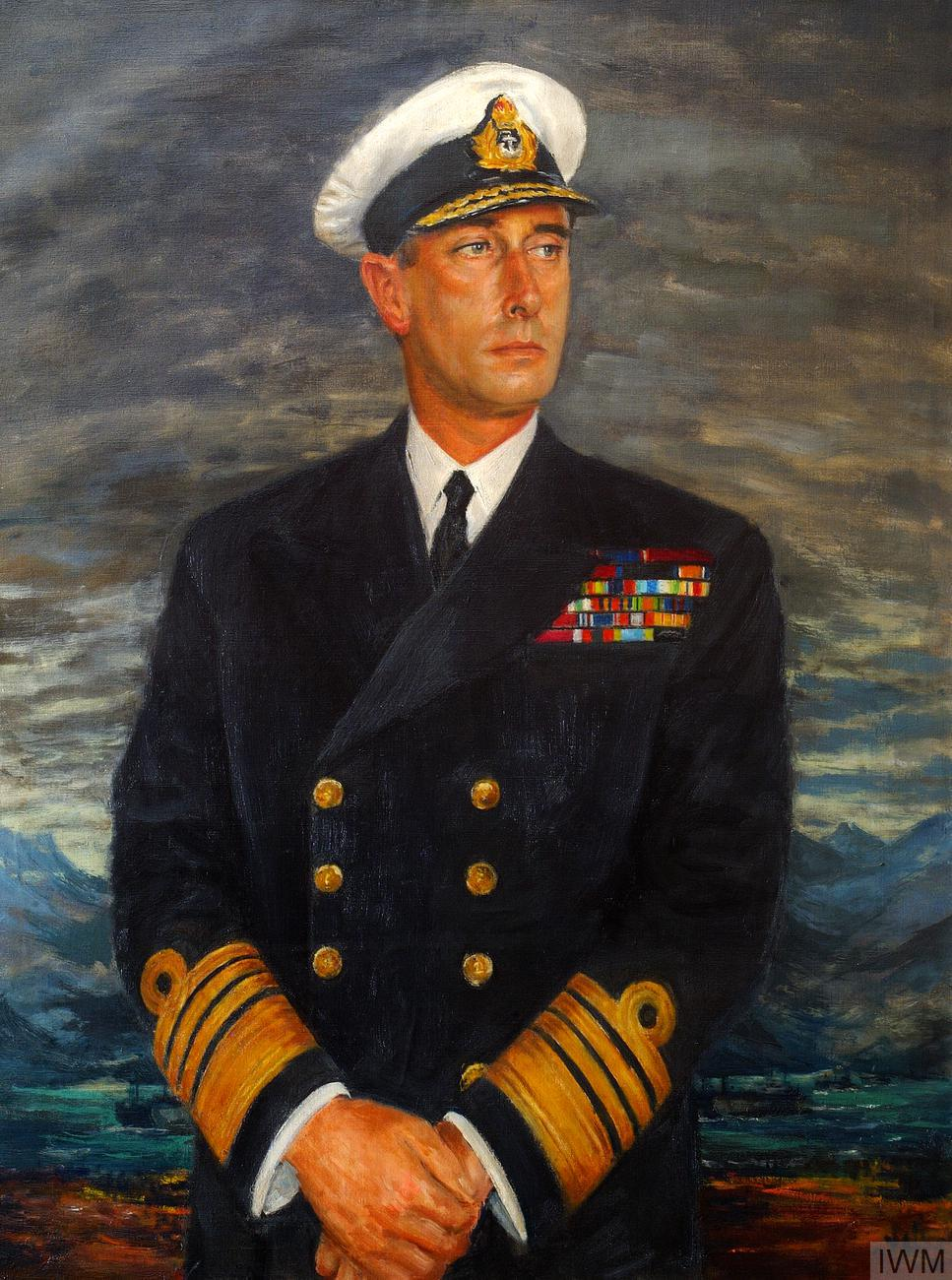
Portrét admirála Mountbattena v námořní uniformě se stužkami udělených vyznamenání.

Louis Mountbatten, celým jménem Louis Francis Albert Victor Nicholas Mountbatten, 1. hrabě Mountbatten z Barmy, během svého života obdržel řadu vyznamenání jak národních tak zahraničních. 

## Tituly
Do roku 1917 nosil příjmení Battenberg, které odkazovalo na jeho německý původ. V období protiněmeckého veřejného mínění za první světové války se jeho rodiče v roce 1917 vzdali svých německých titulů a změnili si rodové jméno na jeho anglickou podobu Mountbatten. Král Jiří VI. mu v roce 1946 udělil dědičný titul vikomta Mountbattena z Barmy. V roce 1947 jej král povýšil hraběte Mountbattena z Barmy.

## Erb
Erb Louise Mountbattena, 1. hraběte Mountbattena z Barmy nese heslo In honour bound (Ve cti vázaný). Štítonoši jsou dva lvi s dvěma ocasy a korunou. Štít je obklopen stuhou Podvazkového řádu s nápisem Honi soit qui mal y pense. Na erbu jsou dvě helmice. První je upravená hesenská a druhá battenberská. Tomu odpovídají i dva klenoty, jeden je upravený hesenský a druhý battenberský.

Erb Luise Mountbattena, 1. hraběte Mountbattena z Barmy
Erb Luise Mountbattena jakožto rytíře Řádu Serafínů.
Erb Luise Mountbattena jakožto rytíře Řádu Isabely Katolické.

## Vyznamenání

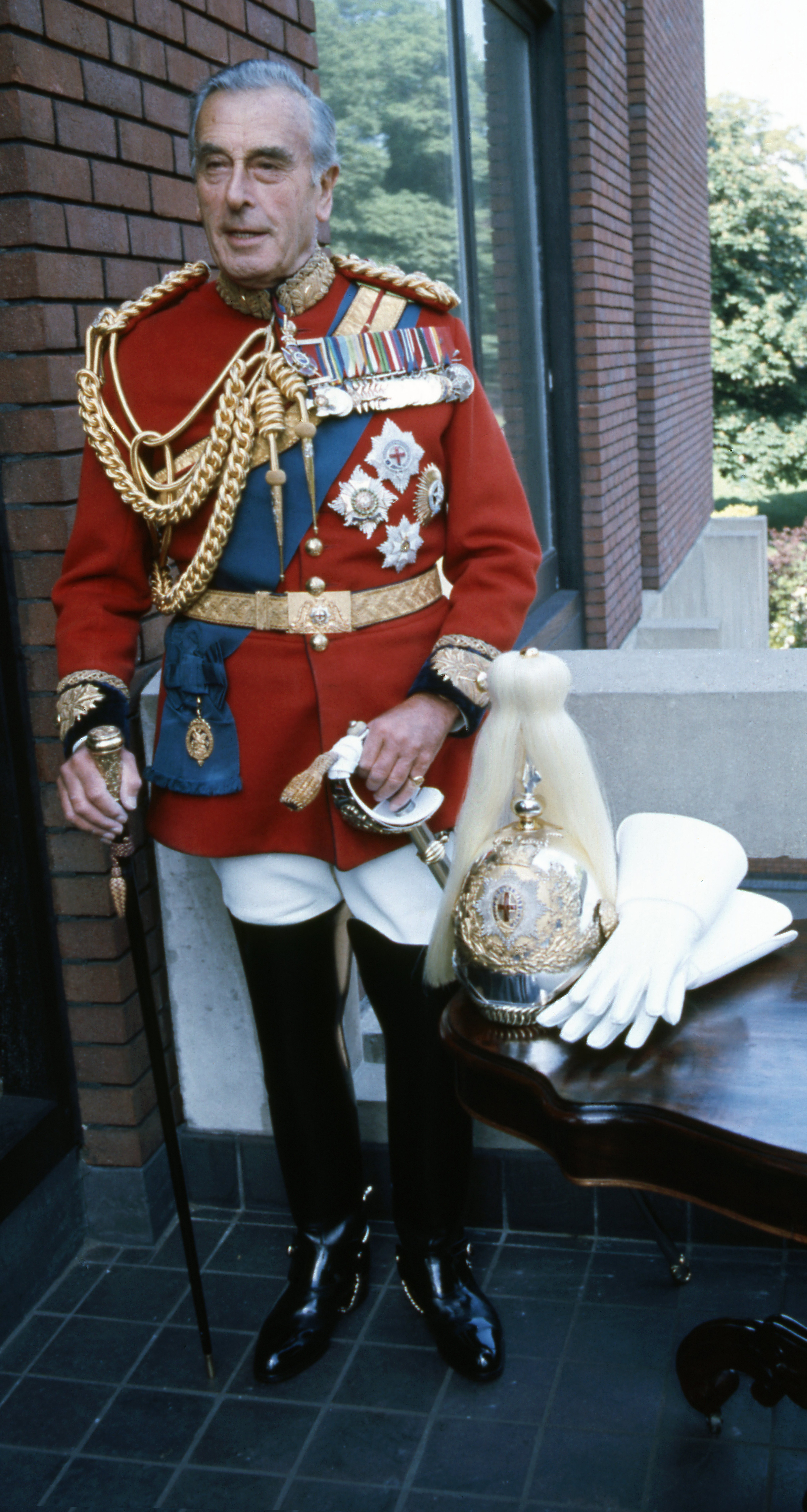
Hrabě Mountbatten z Barmy ve slavnostní uniformě s řadou řádů, včetně šerpy Podvazkového řádu.

### Britská vyznamenání

#### Řády

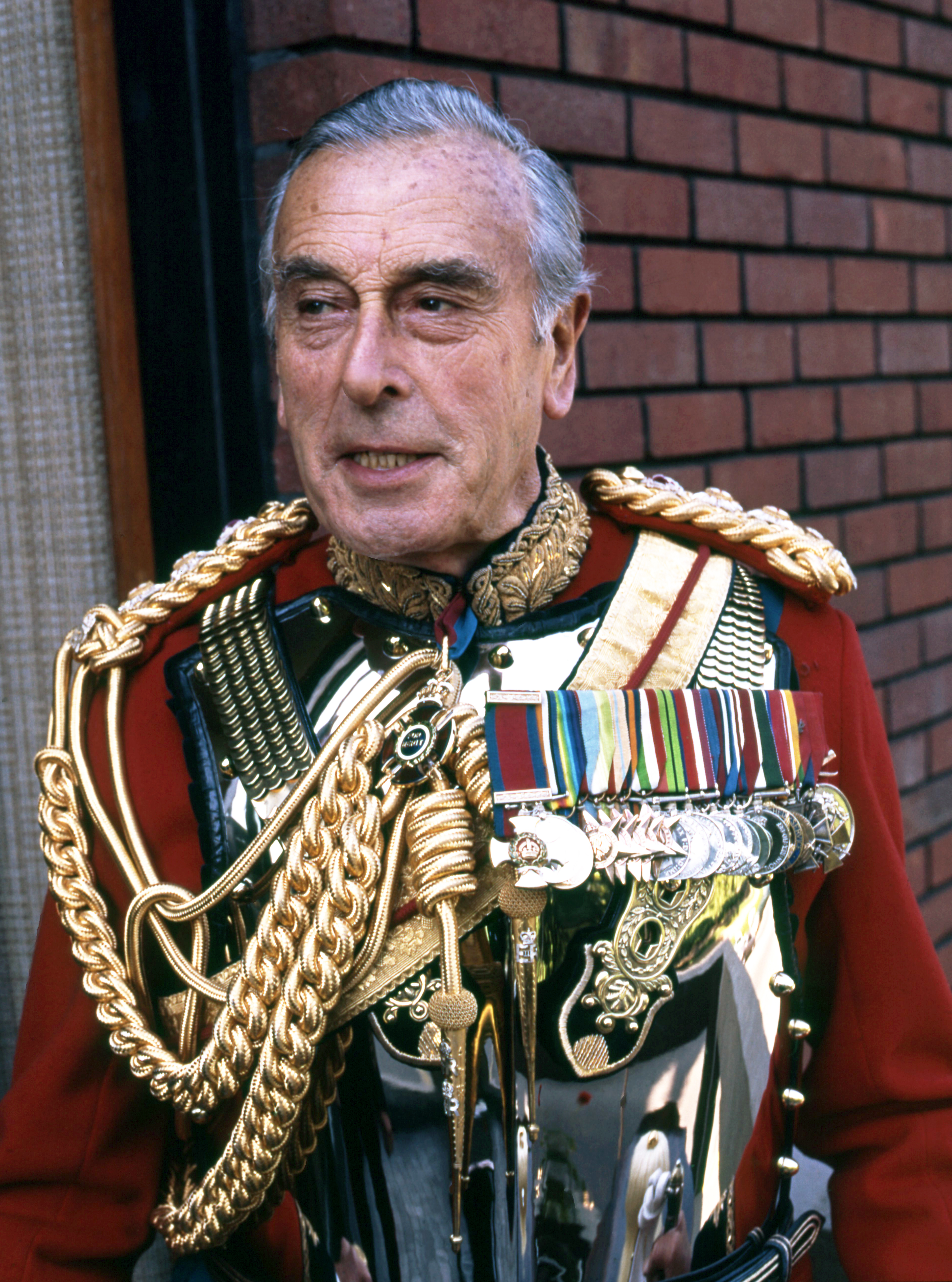
Detailní pohled na medaile

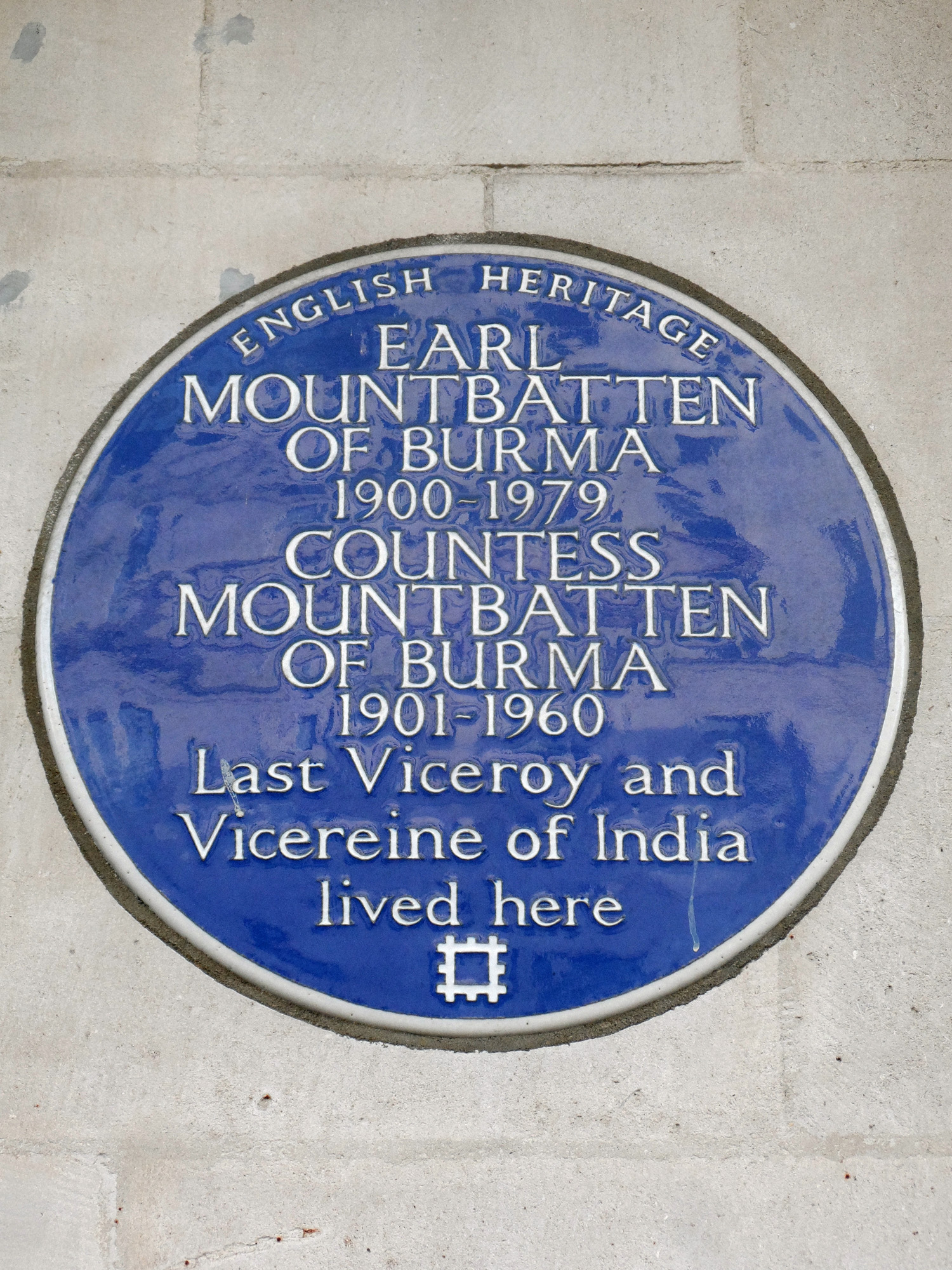
Modrá plaketa odhalená v roce 2000 upozorňující na místo, kde žil hrabě Mountbatten z Barmy.

- člen Královského Viktoriina řádu – 1920[1]
- rytíř-komandér Královského Viktoriina řádu – 1922[2]
- komandér Nejctihodnějšího řádu svatého Jana Jeruzalémského – 1929[3]
- rytíř velkokříže Královského Viktoriina řádu – 1937[4]
- rytíř spravedlnosti Nejctihodnějšího řádu svatého Jana Jeruzalémského – 1940[5]
- Řád za vynikající službu – 1941[6]
- společník Řádu lázně – 1943
- rytíř-komandér Řádu lázně – 1945[7]
- rytíř Podvazkového řádu – 1946[8]
- rytíř-velkokomandér Řádu indické hvězdy – 1947
- rytíř-velkokomandér Řádu Indické říše – 1947
- rytíř velkokříže Řádu lázně – 1955
- člen Řádu Za zásluhy, vojenská divize – 1965[9]

#### Medaile
- Korunovační medaile Jiřího V. – 1911
- Britská válečná medaile – 1919
- Vítězná medaile – 1919
- Medaile stříbrného výročí krále Jiřího V. – 6. května 1935
- Korunovační medaile Jiřího VI. – 12. května 1937
- Barmská hvězda – 1945
- Válečná medaile 1939–1945 – 1945
- Hvězda 1939–1945
- Hvězda Atlantiku
- Africká hvězda
- Italská hvězda
- Medaile Za obranu
- Námořní medaile za službu
- Korunovační medaile Alžběty II. – 2. července 1953
- Medaile stříbrného výročí královny Alžběty II. – 6. února 1977

### Zahraniční vyznamenání
- Čínská republika
  -  speciální velkostuha Řádu oblaku a praporu – 1945[10]
- Dánsko
  -  velkokříž Řádu Dannebrog – 1962[11]
- Egyptské království
  -  důstojník Řádu Nilu – 1922[11]
- Etiopské císařství
  -  velkokříž Řádu Šalomounovy pečeti – 1965[11][12]
- Francie
  -  velkokříž Řádu čestné legie – 1946[13]
  -  Croix de Guerre 1939–1945 – 1946
- Dominium Indie
  -  Medaile nezávislosti Indie – 1949
- Nepál
  -  velkokomtur Řádu nepálské hvězdy – 1946[13]
- Nizozemsko
  -  velkokříž Řádu nizozemského lva – 1948[14]
- Portugalsko
  -  velkokříž Řádu avizských rytířů – 1951[11]
- Rumunsko
  -  Řád rumunské koruny I. třídy – 1924[11]
  -  velkokříž Řádu rumunské hvězdy – 1937[11]
- Řecko
  -  Válečný kříž – 1941[15]
  -  velkokříž Řádu Jiřího I. – 1946[16]
- Spojené státy americké
  -  vrchní velitel Legion of Merit – 1943[17]
  -  Army Distinguished Service Medal – 1945[18]
  -  Medaile za asijsko-pacifické tažení – 1945
- Španělsko
  -  velkokříž Řádu Isabely Katolické – 1922[11]
- Švédsko
  -  rytíř Řádu Serafínů – 1952
- Thajsko
  -  velkokříž Řádu bílého slona – 1946[13]

## Eponyma
Kanadské hlavní město Ottawa na jeho památku pojmenovalo ulici – Mountbatten Avenue.